# Arvid Ahnell

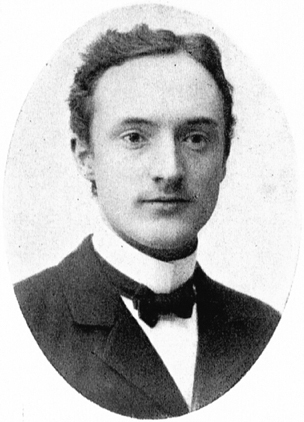
Arvid Ahnell

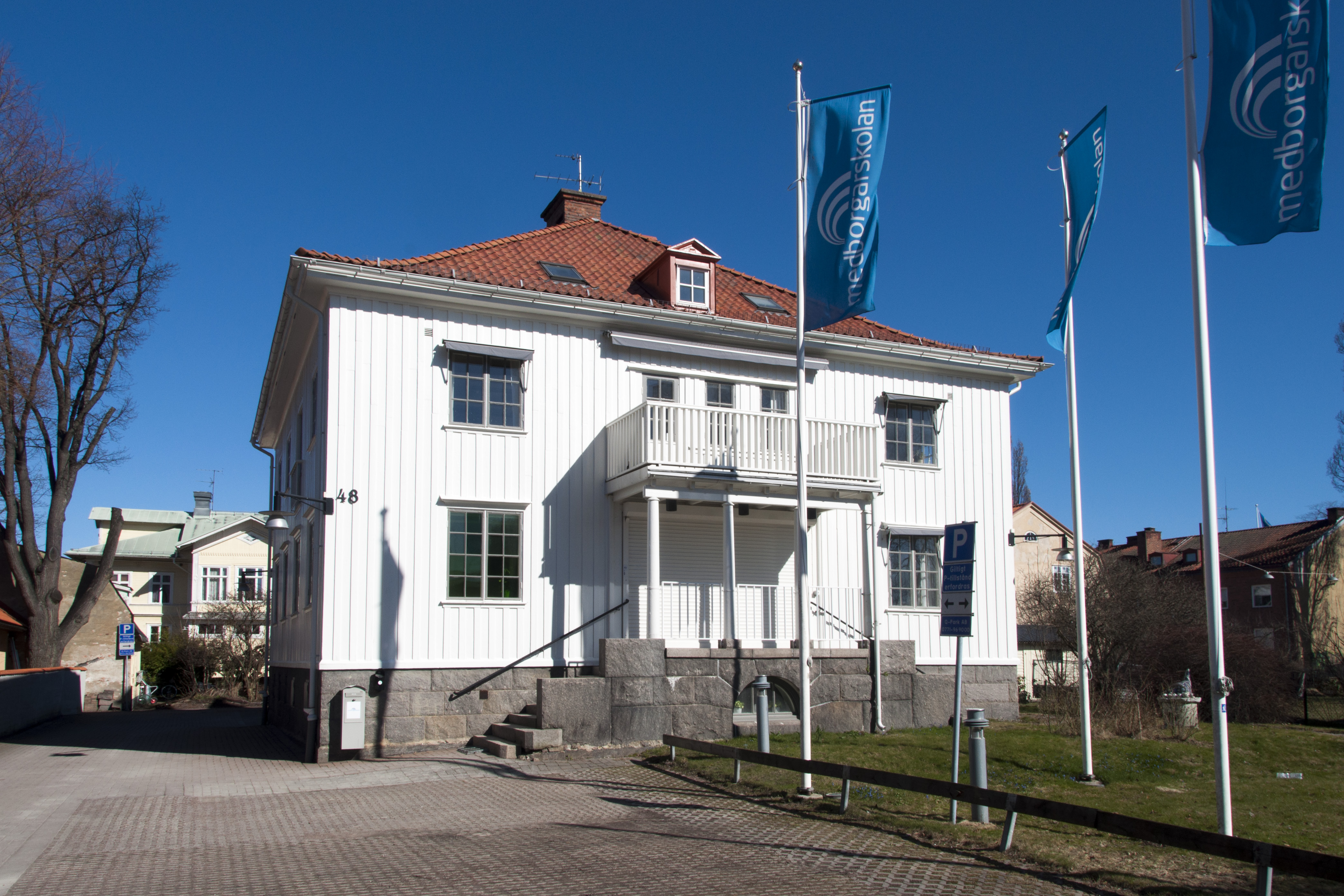
Laxen 9, Karlstad (tillsammans med E. Karlgren

Karl Arvid Ahnell, född 11 augusti 1884 i Kinne-Vedums socken, död 1 september 1957 i Göteborg, var en svensk arkitekt.
Ahnell studerade vid Kungliga tekniska högskolan i Stockholm 1908-11. Därefter följde anställningar bland annat hos Ernst Torulf och arkitektfirman Arvid Bjerke & Ragnar Ossian Swensson i Göteborg, samt hos Carl Bergsten i Stockholm. Från 1920 drev han egen arkitektbyrå i Karlstad tillsammans med Erik Karlgren. 
1931 anställdes han vid stadsplanekontoret i Göteborg där han tjänstgjorde till 1951.